# Sphoeroides greeleyi
Sphoeroides greeleyi és una espècie de peix de la família dels tetraodòntids i de l'ordre dels tetraodontiformes.

## Morfologia
- Els mascles poden assolir 18 cm de longitud total.[4][5]

## Alimentació
Menja invertebrats.

## Hàbitat
És un peix de clima tropical i associat als esculls de corall.

## Distribució geogràfica
Es troba a l'Atlàntic occidental: des d'Hondures fins a Santa Catarina (Brasil).

## Observacions
N'hi ha informes d'enverinament per ciguatera.